# أخدرية عطرية
أخدرية عطرية (الاسم العلمي: Oenothera odorata) هو نوع نباتي يتبع جنس الأخدرية من الفصيلة الأخدرية.